# Клавијере
Клавијере (итал. Claviere) је насеље у Италији у округу Торино, региону Пијемонт.
Према процени из 2011. у насељу је живело 163 становника. Насеље се налази на надморској висини од 1746 м.

## Становништво
| 1936. | 1951. | 1961. | 1971. | 1981. | 1991. | 2001. | 2011. |
| ----- | ----- | ----- | ----- | ----- | ----- | ----- | ----- |
| 132   | 110   | 133   | 162   | 180   | 193   | 163   | 192   |